# Soňa Kalenda Vávrová
Soňa Kalenda Vávrová (* 1972 Uherské Hradiště) je česká sociální pracovnice a vysokoškolská učitelka, od roku 2025 děkanka Fakulty sociálních studií Ostravské univerzity (FSS OU).

## Život
Narodila se v roce 1972 v Uherském Hradišti. V letech 1987 až 1991 ve městě absolvovala místní Gymnázium Uherské Hradiště. V letech 1991 až 1996 absolvovala studium dvojoboru sociologie a andragogika na Filozofické fakultě Univerzity Palackého. V letech 1996 až 2002 působila jako sociální pracovnice, vedoucí referátu a vedoucí oddělení sociálně-právní ochrany dětí na okresním úřadě v Uherském Hradišti.
V roce 2001 začala Vávrová studovat doktorské studium oboru sociální práce na Zdravotně sociální fakultě Ostravské univerzity. Úspěšně jej ukončila v roce 2006 s titulem Ph.D. V letech 2002 až 2008 se živila jako externí vyučující na Fakultě humanitních studií Univerzity Tomáše Bati ve Zlíně (FHS UTB) než v roce 2008 na této fakultě začala pracovat, a to konkrétně v jejím Centru výzkumu. V letech 2010 až 2015 působila jako proděkanka FHS UTB pro studium. V roce 2014 se habilitovala v oboru sociální práce na Fakultě sociálních studií Ostravské univerzity, na jejíž Katedře sociální práce začala v roce 2015 pracovat.
V roce 2017 se stala hodnotitelkou Národního akreditačního úřadu a zároveň proděkankou FSS OU pro vědu a výzkum; ve funkci proděkanky setrvala do roku 2021. V roce 2022 byla v oboru sociální práce jmenována profesorkou. Během své kariéry působila také jako členka vědeckých rad různých univerzit a fakult; v letech 2011 až 2019 byla členkou vědecké rady FHS UTB, v roce 2015 se stala členkou vědecké rady FSS OU, v roce 2021 členkou vědecké rady Fakulty sociálně ekonomická Univerzity Jana Evangelisty Purkyně v Ústí nad Labem a v roce 2023 se stala členkou vědecké rady celé Ostravské univerzity. Na Ostravské univerzitě se v roce 2019 navíc stala členkou etické komise pro výzkum a na FSS OU se v roce 2023 stala předsedkyní oborové rady doktorského studia. Hovoří plynně anglicky a rusky.
V květnu 2025 se ujala funkce děkanky FSS OU, když ve funkci nahradila Alici Gojovou.